# Elliott (Iowa)
Elliott és una població dels Estats Units a l'estat d'Iowa. Segons el cens del 2000 tenia 402 habitants.

## Demografia
Segons el cens del 2000, Elliott tenia 402 habitants, 163 habitatges, i 117 famílies. La densitat de població era de 378,6 habitants/km².
Dels 163 habitatges en un 35% hi vivien nens de menys de 18 anys, en un 56,4% hi vivien parelles casades, en un 9,2% dones solteres, i en un 28,2% no eren unitats familiars. En el 25,8% dels habitatges hi vivien persones soles el 17,8% de les quals corresponia a persones de 65 anys o més que vivien soles. El nombre mitjà de persones vivint en cada habitatge era de 2,47 i el nombre mitjà de persones que vivien en cada família era de 2,94.
Per edats la població es repartia de la següent manera: un 27,1% tenia menys de 18 anys, un 7,7% entre 18 i 24, un 28,9% entre 25 i 44, un 17,9% de 45 a 60 i un 18,4% 65 anys o més.
L'edat mediana era de 37 anys. Per cada 100 dones de 18 o més anys hi havia 102,1 homes.
La renda mediana per habitatge era de 31.528 $ i la renda mediana per família de 35.114 $. Els homes tenien una renda mediana de 28.750 $ mentre que les dones 20.441 $. La renda per capita de la població era de 15.018 $. Entorn de l'11,6% de les famílies i el 14,9% de la població estaven per davall del llindar de pobresa.

## Poblacions més properes
El següent diagrama mostra les poblacions més properes.